# Lena Ivančok
Lena Ivančok (født 29. marts 2001 i Wien, Østrig) er en østrigsk håndboldspiller, der spiller for kroatiske RK Lokomotiva Zagreb og Østrigs kvindehåndboldlandshold, som målvogter.
Hun blev udtaget til den østrigske landstræner Herbert Müllers, udvalgte trup ved VM i kvindehåndbold 2021 i Spanien.